# NGC 3751
NGC 3751 é uma galáxia elíptica (E-S0) localizada na direcção da constelação de Leo. Possui uma declinação de +21° 56' 13" e uma ascensão recta de 11 horas, 37 minutos e 53,9 segundos.
A galáxia NGC 3751 foi descoberta em 5 de Abril de 1874 por Ralph Copeland.